# Timotes aliquantulus
Timotes aliquantulus är en insektsart som beskrevs av Ronderos och Cerda 1982. Timotes aliquantulus ingår i släktet Timotes och familjen gräshoppor. Inga underarter finns listade i Catalogue of Life.